# Amiot 354
Amiot 354, franskt medeltungt bombflygplan från andra världskriget. 
Totalt beställdes 900 exemplar av den här flygplanstypen, men på grund av förseningar i utvecklingen och tillverkningen hade enbart 90 plan tillverkats när Frankrike föll i juni 1940. De som fanns kvar efter striderna användes för transporter. Luftwaffe lade beslag på fyra plan som kom att användas för hemliga uppdrag. Ett flygplan fanns kvar efter kriget.